# ヨルダン:ザ・カムバック
『 ヨルダン: ザ・カムバック (原題: Jordan: The Comeback) 』は1990年8月に Kitchenware Records から発売されたプリファブ・スプラウトの5th アルバム。プロデューサーはトーマス・ドルビーが担当している。このアルバムはイギリスの "Brit Awards" ではベスト・アルバムにノミネートされ、イギリスのアルバム・チャートでの最高位は7位を記録している。トータル・タイムが64分を越すボリュームになっているため、LP レコードに収録する際には片面が30分を超えてしまう物となってしまった。

## 収録曲
| #   | タイトル                                                      | 作詞 | 作曲・編曲 | 時間 |
| --- | ------------------------------------------------------------- | ---- | ---------- | ---- |
| 1.  | 「アトランティス大陸を探して / Looking for Atlantis」         |      |            | 4:03 |
| 2.  | 「ワイルド・ホーシズ / Wild Horses」                          |      |            | 3:44 |
| 3.  | 「マシン・ガン・イビザ / Machine Gun Ibiza」                  |      |            | 3:43 |
| 4.  | 「星をきらめかせて / We Let the Stars Go」                    |      |            | 3:39 |
| 5.  | 「カーニバル2000 / Carnival 2000」                            |      |            | 3:23 |
| 6.  | 「ヨルダン:ザ・カムバック / Jordan: The Comeback」            |      |            | 4:13 |
| 7.  | 「ジェシー・ジェイムズ・シンフォニー / Jesse James Symphony」 |      |            | 2:15 |
| 8.  | 「ジェシー・ジェイムズ・ボレロ / Jesse James Bolero」         |      |            | 4:10 |
| 9.  | 「ムーン・ドッグ / Moondog」                                  |      |            | 4:12 |
| 10. | 「世界は恋人たちを愛してる / All the World Loves Lovers」     |      |            | 3:50 |
| 11. | 「男は信じやすいもの / All Boys Believe Anything」            |      |            | 1:34 |
| 12. | 「アイス・メイデン / The Ice Maiden」                         |      |            | 3:19 |
| 13. | 「パリ・スミス / Paris Smith」                                |      |            | 2:55 |
| 14. | 「ウェディング・マーチ / Wedding March」                      |      |            | 2:50 |
| 15. | 「ワン・オブ・ザ・ブロークン / One of the Broken」            |      |            | 3:55 |
| 16. | 「ミカエル / Michael」                                        |      |            | 3:02 |
| 17. | 「マーシー / Mercy」                                          |      |            | 1:23 |
| 18. | 「スカーレット・ナイト / Scarlet Nights」                     |      |            | 4:17 |
| 19. | 「ドゥー・ワップ・イン・ハーレム / Doo-Wop in Harlem」        |      |            | 3:44 |

## シングル
- アトランティス大陸を探して / Looking for Atlantis
- 星をきらめかせて / We Let the Stars Go
- Jordan: The EP (4 tracks EP)

## 収録メンバー
- パディ・マクアルーン / Paddy McAloon (ヴォーカル、ギター)
- マーティン・マクアルーン / Martin McAloon (ベース)
- ウェンディ・スミス / Wendy Smith (ボーカル、ギター、キーボード)
- ニール・コンティ / Neil Conti (ドラムス)